# Lijst van rijksmonumenten in Westerkwartier
De Nederlandse gemeente Westerkwartier telt  250 inschrijvingen in het rijksmonumentenregister; hieronder een overzicht. Zie ook de gemeentelijke monumenten en de oorlogsmonumenten in Westerkwartier

## Aduard
De plaats Aduard telt 11 inschrijvingen in het rijksmonumentenregister. Zie de Lijst van rijksmonumenten in Aduard voor een overzicht.

## Den Ham
De plaats Den Ham telt 7 inschrijvingen in het rijksmonumentenregister.
| Object                                                    | Oorspronkelijke functie? | Bouwjaar                                | Architect | Locatie                      | Coördinaten?                  | Nr.?  | Afbeelding            |
| --------------------------------------------------------- | ------------------------ | --------------------------------------- | --------- | ---------------------------- | ----------------------------- | ----- | --------------------- |
| Pand met voorhuis onder zadeldak evenwijdig aan de straat | Werk-woonhuis            |                                         |           | Ds. Koppiusweg 2             | 53° 16' 23" NB, 6° 25' 40" OL | 7080  | Meer afbeeldingen     |
| Hervormde kerk                                            | Kerk en kerkonderdeel    | 1729 1912 (dakruiter, westgevel)        |           | Ds. Koppiusweg 42            | 53° 16' 13" NB, 6° 25' 38" OL | 7081  | Meer afbeeldingen     |
| Piloersema (Hamsterborg)                                  | Boerderij                | 1633 1702 (zijvleugel) 19e eeuw (verb.) |           | S. Veldstraweg 25            | 53° 16' 35" NB, 6° 25' 2" OL  | 7082  | Meer afbeeldingen     |
| Wierde (Den Ham)                                          | Archeologisch monument   | middeleeuwen                            |           | westelijk van S. Veldstraweg | 53° 16' 6" NB, 6° 25' 50" OL  | 45041 | Wierde (Den Ham)      |
| Wierde (Den Ham-Zuid)                                     | Archeologisch monument   | middeleeuwen                            |           | bij Ds. Koppiusweg 42        | 53° 16' 8" NB, 6° 25' 40" OL  | 45042 | Wierde (Den Ham-Zuid) |
| Wierde (Noorderham)                                       | Archeologisch monument   | middeleeuwen                            |           | bij Lageweg                  | 53° 16' 3" NB, 6° 25' 32" OL  | 45043 | Upload foto           |
| Wierde (Hamsterborg)                                      | Archeologisch monument   | middeleeuwen                            |           | bij S. Veldstraweg 25        | 53° 16' 32" NB, 6° 25' 4" OL  | 45045 | Wierde (Hamsterborg)  |

## Den Horn
De plaats Den Horn telt 6 inschrijvingen in het rijksmonumentenregister.
| Object                                          | Oorspronkelijke functie? | Bouwjaar                              | Architect     | Locatie                               | Coördinaten?                  | Nr.?   | Afbeelding        |
| ----------------------------------------------- | ------------------------ | ------------------------------------- | ------------- | ------------------------------------- | ----------------------------- | ------ | ----------------- |
| Hornheem                                        | Boerderij                | 1869 (voorhuis)                       |               | Dorpsstraat 6                         | 53° 13' 39" NB, 6° 26' 51" OL | 7072   | Meer afbeeldingen |
| Boerderij van het Fries-Groningse type          | Boerderij                | midden 19e eeuw (voorhuis)            |               | Weersterweg 14                        | 53° 14' 3" NB, 6° 27' 56" OL  | 7083   | Meer afbeeldingen |
| Boerderij met voorhuis onder zadeldak en schuur | Boerderij                | 1618 (voorhuis) 19e eeuw (achterhuis) |               | Weersterweg 20                        | 53° 13' 51" NB, 6° 27' 28" OL | 7084   | Meer afbeeldingen |
| Hörnsterheerd                                   | Boerderij                | 1759 (voorhuis)                       |               | Hogeweg 7                             | 53° 13' 42" NB, 6° 26' 27" OL | 41082  | Meer afbeeldingen |
| Terrein met drie wierden                        | Archeologisch monument   | middeleeuwen                          |               | tussen oostzijde Hogeweg en spoorlijn | 53° 13' 56" NB, 6° 26' 24" OL | 45038  | Upload foto       |
| Hervormde kerk                                  | Kerk en kerkonderdeel    | 1862                                  | P.K. Nienhuis | Dorpsstraat 7                         | 53° 13' 42" NB, 6° 26' 56" OL | 516312 | Meer afbeeldingen |

## Doezum
De plaats Doezum telt 3 inschrijvingen in het rijksmonumentenregister.
| Object                               | Oorspronkelijke functie?  | Bouwjaar                                                                              | Architect | Locatie           | Coördinaten?                  | Nr.?   | Afbeelding        |
| ------------------------------------ | ------------------------- | ------------------------------------------------------------------------------------- | --------- | ----------------- | ----------------------------- | ------ | ----------------- |
| Hervormde kerk met toren             | Kerk en kerkonderdeel     | 12e eeuw ca. 1200 (koor) 16e eeuw (verb.) 1808 (verb.) 1954-'57 (rest. toren)         |           | Provincialeweg 65 | 53° 12' 0" NB, 6° 14' 52" OL  | 18773  | Meer afbeeldingen |
| Restant van de poldermolen De Bombay | Industrie- en poldermolen | mog. 1840 1878 (plaatsing op huidige locatie) 1931 en 1966 (onttakeling) 1998 (verb.) |           | t.o. Bombaij 12   | 53° 13' 1" NB, 6° 14' 54" OL  | 393886 | Meer afbeeldingen |
| Ophaalbrug over de Doezumertocht     | Brug                      | 1930 1973 (herst.)                                                                    |           | bij Peebos 59     | 53° 11' 53" NB, 6° 13' 59" OL | 512844 | Meer afbeeldingen |

## Enumatil
De plaats Enumatil telt 2 inschrijvingen in het rijksmonumentenregister.
| Object      | Oorspronkelijke functie?  | Bouwjaar                                         | Architect                                                   | Locatie      | Coördinaten?                  | Nr.?   | Afbeelding        |
| ----------- | ------------------------- | ------------------------------------------------ | ----------------------------------------------------------- | ------------ | ----------------------------- | ------ | ----------------- |
| Eben Haëzer | Industrie- en poldermolen | 1907 1964-'65 (rest.) 1981 (rest.) 1984 (herst.) | Hazenberg Schuitema (1964-'65) Bremer (1981) Jellema (1984) | De Schans 14 | 53° 12' 58" NB, 6° 24' 31" OL | 41081  | Meer afbeeldingen |
| Café Otter  | Horeca                    | eind 19e eeuw begin 20e eeuw (café)              |                                                             | Hoendiep 25  | 53° 12' 58" NB, 6° 24' 35" OL | 517353 | Meer afbeeldingen |

## Ezinge
De plaats Ezinge telt 26 inschrijvingen in het rijksmonumentenregister. Zie de Lijst van rijksmonumenten in Ezinge voor een overzicht.

## Feerwerd
De plaats Feerwerd telt 11 inschrijvingen in het rijksmonumentenregister. Zie de Lijst van rijksmonumenten in Feerwerd voor een overzicht.

## Fransum
De plaats Fransum telt 5 inschrijvingen in het rijksmonumentenregister.
| Object                                                     | Oorspronkelijke functie?  | Bouwjaar                                                                             | Architect                                           | Locatie            | Coördinaten?                  | Nr.?  | Afbeelding                                                 |
| ---------------------------------------------------------- | ------------------------- | ------------------------------------------------------------------------------------ | --------------------------------------------------- | ------------------ | ----------------------------- | ----- | ---------------------------------------------------------- |
| De Eolus                                                   | Industrie- en poldermolen | 1821 1927 (herst.) 1963 (herst.) 1972-'73 (rest.) 2009 (herst.)                      | U. Holman (1927) J. Bremer (1963) Bremer (1972-'73) | Aduarderdiep 1     | 53° 16' 6" NB, 6° 28' 57" OL  | 7077  | Meer afbeeldingen                                          |
| Kop-hals-rompboerderij onder zadeldak tussen topgevels     | Boerderij                 | 18e eeuw (voorhuis)                                                                  |                                                     | Fransumerweg 2     | 53° 16' 43" NB, 6° 26' 57" OL | 7078  | Meer afbeeldingen                                          |
| Hervormde kerk                                             | Kerk en kerkonderdeel     | begin 13e eeuw (schip) 1500-1550 (koor, westgevel) 1809 (dakruiter) 1948-'50 (rest.) |                                                     | Fransumerweg 4     | 53° 16' 42" NB, 6° 26' 51" OL | 7079  | Meer afbeeldingen                                          |
| Wierde met voormalig kloostervoorwerk (Fransumer Voorwerk) | Archeologisch monument    |                                                                                      |                                                     | Meedenerweg        | 53° 16' 10" NB, 6° 28' 1" OL  | 45046 | Wierde met voormalig kloostervoorwerk (Fransumer Voorwerk) |
| Wierde van Fransum                                         | Archeologisch monument    |                                                                                      |                                                     | bij Fransumerweg 4 | 53° 16' 42" NB, 6° 26' 52" OL | 45047 | Wierde van Fransum                                         |

## Garnwerd
De plaats Garnwerd telt 24 inschrijvingen in het rijksmonumentenregister. Zie de Lijst van rijksmonumenten in Garnwerd voor een overzicht.

## Grijpskerk
De plaats Grijpskerk telt 20 inschrijvingen in het rijksmonumentenregister. Zie de Lijst van rijksmonumenten in Grijpskerk voor een overzicht.

## Grootegast
De plaats Grootegast telt 3 inschrijvingen in het rijksmonumentenregister.
| Object                                             | Oorspronkelijke functie? | Bouwjaar                                   | Architect | Locatie            | Coördinaten?                  | Nr.?   | Afbeelding                                         |
| -------------------------------------------------- | ------------------------ | ------------------------------------------ | --------- | ------------------ | ----------------------------- | ------ | -------------------------------------------------- |
| Hervormde kerk                                     | Kerk en kerkonderdeel    | 17e eeuw 1829 (verb.) 19e eeuw (dakruiter) |           | bij Hoflaan 53     | 53° 12' 35" NB, 6° 16' 43" OL | 18772  | Meer afbeeldingen                                  |
| Stolpboerderij met in beide zijgevels twee krimpen | Boerderij                | 1934                                       |           | Hoofdstraat 13     | 53° 13' 1" NB, 6° 17' 28" OL  | 512838 | Stolpboerderij met in beide zijgevels twee krimpen |
| Stolpboerderij, stookhut                           | Boerderij                | 1934                                       |           | bij Hoofdstraat 13 | 53° 13' 1" NB, 6° 17' 28" OL  | 512839 | Upload foto                                        |

## Kommerzijl
De plaats Kommerzijl telt 4 inschrijvingen in het rijksmonumentenregister.
| Object                                                                    | Oorspronkelijke functie? | Bouwjaar                          | Architect | Locatie           | Coördinaten?                  | Nr.?   | Afbeelding                            |
| ------------------------------------------------------------------------- | ------------------------ | --------------------------------- | --------- | ----------------- | ----------------------------- | ------ | ------------------------------------- |
| Grovestins                                                                | Boerderij                | ca. 1850                          |           | Oosterwaarddijk 1 | 53° 17' 26" NB, 6° 19' 6" OL  | 18793  | Meer afbeeldingen                     |
| Kop-hals-rompboerderij met groot voorhuis onder zadeldak tussen topgevels | Boerderij                | 19e eeuw                          |           | Heereburen 7      | 53° 17' 2" NB, 6° 20' 58" OL  | 31400  | Meer afbeeldingen                     |
| Oudebosch (Pama)                                                          | Boerderij                | vroege 19e eeuw                   |           | Heereburen 17     | 53° 17' 12" NB, 6° 20' 6" OL  | 31401  | Meer afbeeldingen                     |
| Terrein met een wierde (Mentemaheerd)                                     | Archeologisch monument   | vroege middeleeuwen (800 na Chr.) |           | Heereburen 8      | 53° 17' 13" NB, 6° 20' 55" OL | 522138 | Terrein met een wierde (Mentemaheerd) |

## Leek
De plaats Leek telt 6 inschrijvingen in het rijksmonumentenregister.
| Object                                            | Oorspronkelijke functie?  | Bouwjaar                                                                             | Architect                          | Locatie             | Coördinaten?                 | Nr.?   | Afbeelding        |
| ------------------------------------------------- | ------------------------- | ------------------------------------------------------------------------------------ | ---------------------------------- | ------------------- | ---------------------------- | ------ | ----------------- |
| Huis de Nienoord                                  | Kasteel, buitenplaats     | ca. 1524 (kern) 1708 (toegangspoort) 18e eeuw (tuinkoepel) 1885-'86 (herb. na brand) | J. Maris en A.R. Kramer (1885-'86) | Nienoord 1          | 53° 10' 5" NB, 6° 23' 39" OL | 23977  | Meer afbeeldingen |
| Kerk van Leek (Damkerk)                           | Kapel                     | 1660 1742 (verb.) 1930 (uitbr.)                                                      |                                    | De Dam 44           | 53° 9' 43" NB, 6° 23' 31" OL | 23978  | Meer afbeeldingen |
| Joodse begraafplaats                              | Begraafplaats en -onderdl | 1783 1852-1942 (zerken)                                                              |                                    | Roomsterweg 15a     | 53° 8' 52" NB, 6° 21' 56" OL | 513631 | Meer afbeeldingen |
| Joodse begraafplaats, hek                         | Begraafplaats en -onderdl | 1936                                                                                 |                                    | bij Roomsterweg 15a | 53° 8' 52" NB, 6° 21' 56" OL | 513632 | Meer afbeeldingen |
| Joodse begraafplaats, Metaheerhuisje (baarhuisje) | Begraafplaats en -onderdl | 1874                                                                                 |                                    | bij Roomsterweg 15a | 53° 8' 52" NB, 6° 21' 56" OL | 513633 | Meer afbeeldingen |
| Oldambster boerderij in eclectische stijl         | Boerderij                 | 1884 1915 (verb./uitbr.) 1976 (rest.)                                                | C.H. Eldering (1915)               | Tolberterstraat 52  | 53° 10' 8" NB, 6° 23' 55" OL | 513634 | Meer afbeeldingen |

## Lettelbert
De plaats Lettelbert telt 1 inschrijving in het rijksmonumentenregister.
| Object         | Oorspronkelijke functie? | Bouwjaar                                      | Architect | Locatie         | Coördinaten?                  | Nr.?  | Afbeelding        |
| -------------- | ------------------------ | --------------------------------------------- | --------- | --------------- | ----------------------------- | ----- | ----------------- |
| Hervormde kerk | Kerk en kerkonderdeel    | mog. 14e eeuw 19e eeuw (westgevel, dakruiter) |           | Hoofdstraat 162 | 53° 11' 20" NB, 6° 24' 20" OL | 23979 | Meer afbeeldingen |

## Lutjegast
De plaats Lutjegast telt 3 inschrijvingen in het rijksmonumentenregister.
| Object                                                 | Oorspronkelijke functie? | Bouwjaar          | Architect | Locatie         | Coördinaten?                  | Nr.?  | Afbeelding        |
| ------------------------------------------------------ | ------------------------ | ----------------- | --------- | --------------- | ----------------------------- | ----- | ----------------- |
| Rikkerda                                               | Boerderij                | midden 19e eeuw   |           | A. Tasmanweg 28 | 53° 14' 8" NB, 6° 16' 4" OL   | 18775 | Meer afbeeldingen |
| Landelijk pand met tegel- en kastenwanden in interieur | Woonhuis                 |                   |           | A. Tasmanweg 29 | 53° 14' 10" NB, 6° 15' 58" OL | 18776 | Meer afbeeldingen |
| Hervormde kerk                                         | Kerk en kerkonderdeel    | 1877 1920 (rest.) |           | A. Tasmanweg 75 | 53° 14' 9" NB, 6° 15' 36" OL  | 18777 | Meer afbeeldingen |

## Marum
De plaats Marum telt 10 inschrijvingen in het rijksmonumentenregister. Zie de Lijst van rijksmonumenten in Marum voor een overzicht.

## Midwolde
De plaats Midwolde telt 4 inschrijvingen in het rijksmonumentenregister.
| Object                                                     | Oorspronkelijke functie? | Bouwjaar                                                                                                  | Architect     | Locatie         | Coördinaten?                  | Nr.?   | Afbeelding                                                 |
| ---------------------------------------------------------- | ------------------------ | --- | ------------- | --------------- | ----------------------------- | ------ | ---------------------------------------------------------- |
| Boerderij met lang voorhuis onder zadeldak                 | Boerderij                | |               | Hoofdstraat 111 | 53° 11' 3" NB, 6° 23' 4" OL   | 23980  | Boerderij met lang voorhuis onder zadeldak                 |
| Stelpboerderij met schuur, bijschuur, bakhuis en hondenhok | Boerderij                | 1859 |               | Hoofdstraat 124 | 53° 10' 45" NB, 6° 23' 15" OL | 23981  | Stelpboerderij met schuur, bijschuur, bakhuis en hondenhok |
| Hervormde kerk                                             | Kerk en kerkonderdeel    | 1150-1200 (toren, schip) 13e eeuw (koor) 14e/15e eeuw (verb. koor en toren) 1910 (rest.) 1984-'86 (rest.) |               | Hoofdstraat 134 | 53° 10' 49" NB, 6° 23' 33" OL | 23982  | Meer afbeeldingen                                          |
| Vredewold                                                  | Dienstwoning             | 1928 | J.H. de Groot | Hoofdstraat 132 | 53° 10' 49" NB, 6° 23' 31" OL | 513636 | Vredewold                                                  |

## Niebert
De plaats Niebert telt 5 inschrijvingen in het rijksmonumentenregister.
| Object                                               | Oorspronkelijke functie?  | Bouwjaar                              | Architect             | Locatie     | Coördinaten?                 | Nr.?  | Afbeelding        |
| ---------------------------------------------------- | ------------------------- | ------------------------------------- | --------------------- | ----------- | ---------------------------- | ----- | ----------------- |
| Boerderij met dwars gebouwd voorhuis onder schilddak | Boerderij                 | 1851-'52                              |                       | 't Pad 4    | 53° 9' 24" NB, 6° 19' 25" OL | 28288 | Meer afbeeldingen |
| Iwema-steenhuis (Iwemastins)                         | Kasteel, buitenplaats     | verm. ca. 1400 1845 (verb.)           |                       | 't Pad 15   | 53° 9' 25" NB, 6° 19' 33" OL | 28289 | Meer afbeeldingen |
| Nieberter molen                                      | Industrie- en poldermolen | 1899 1965 (rest.) ca. 1977 (rest.)    | U. Holman Dijk (1965) | Molenweg 62 | 53° 9' 37" NB, 6° 19' 25" OL | 28290 | Meer afbeeldingen |
| Molenhuis                                            | Bedrijfs-,fabriekswoning  | ca. 1899                              |                       | Molenweg 64 | 53° 9' 39" NB, 6° 19' 25" OL | 28291 | Molenhuis         |
| Hervormde kerk                                       | Kerk en kerkonderdeel     | mog. laat-gotisch (kern) 1831 (verb.) |                       | Molenweg 90 | 53° 9' 46" NB, 6° 19' 43" OL | 28292 | Meer afbeeldingen |

## Niehove
De plaats Niehove telt 13 inschrijvingen in het rijksmonumentenregister. Zie de Lijst van rijksmonumenten in Niehove voor een overzicht.

## Niekerk
De plaats Niekerk telt 2 inschrijvingen in het rijksmonumentenregister.
| Object                           | Oorspronkelijke functie? | Bouwjaar                                                                          | Architect | Locatie            | Coördinaten?                  | Nr.?  | Afbeelding        |
| -------------------------------- | ------------------------ | --------------------------------------------------------------------------------- | --------- | ------------------ | ----------------------------- | ----- | ----------------- |
| Huis Welgelegen (meesterswoning) | Woonhuis                 | 1864                                                                              |           | Bloemersmastraat 2 | 53° 13' 33" NB, 6° 21' 13" OL | 31415 | Meer afbeeldingen |
| Hervormde kerk en toren          | Kerk en kerkonderdeel    | ca. 1200 (schip) 13e eeuw (toren, aanbouw) 17e eeuw (herb. koor) 1964-'67 (rest.) |           | Zandumerweg 1      | 53° 13' 33" NB, 6° 21' 11" OL | 31416 | Meer afbeeldingen |

## Niezijl
De plaats Niezijl telt 5 inschrijvingen in het rijksmonumentenregister.
| Object                                                                                   | Oorspronkelijke functie?  | Bouwjaar              | Architect | Locatie               | Coördinaten?                  | Nr.?   | Afbeelding        |
| ---------------------------------------------------------------------------------------- | ------------------------- | --------------------- | --------- | --------------------- | ----------------------------- | ------ | ----------------- |
| Pand onder hoog zadeldak met afgewolfd zadeldak (vormt een geheel met nr. 29)            | Woonhuis                  | 17e eeuw              |           | Hoofdstraat 27        | 53° 16' 1" NB, 6° 20' 34" OL  | 18794  | Meer afbeeldingen |
| Pand onder hoog zadeldak tegen topgevel (vormt een geheel met nr. 27)                    | Woonhuis                  | 17e eeuw              |           | Hoofdstraat 29        | 53° 16' 1" NB, 6° 20' 34" OL  | 18795  | Meer afbeeldingen |
| Hervormde kerk                                                                           | Kerk en kerkonderdeel     | 1661 1862 (dakruiter) |           | Hoofdstraat 54        | 53° 15' 58" NB, 6° 20' 30" OL | 18796  | Meer afbeeldingen |
| Pand met lang voorhuis, onderkelderd middendeel en achterkamer met schuurvormige aanbouw | Woonhuis                  | 18e eeuw              |           | Oude Haven 14         | 53° 15' 57" NB, 6° 20' 26" OL | 18797  | Meer afbeeldingen |
| Zwakkenburgermolen                                                                       | Industrie- en poldermolen | 1865 2002-'03 (rest.) |           | Hoendiep Oostzijde 65 | 53° 15' 18" NB, 6° 20' 41" OL | 397653 | Meer afbeeldingen |

## Noordhorn
De plaats Noordhorn telt 9 inschrijvingen in het rijksmonumentenregister. Zie de Lijst van rijksmonumenten in Noordhorn voor een overzicht.

## Noordwijk
De plaats Noordwijk telt 3 inschrijvingen in het rijksmonumentenregister.
| Object                                      | Oorspronkelijke functie? | Bouwjaar                                          | Architect | Locatie          | Coördinaten?                  | Nr.?   | Afbeelding        |
| ------------------------------------------- | ------------------------ | ------------------------------------------------- | --------- | ---------------- | ----------------------------- | ------ | ----------------- |
| Hervormde kerk                              | Kerk en kerkonderdeel    | oorspr. 15e eeuw (kerk) 1714 (toren)              |           | Westerweg 2      | 53° 10' 11" NB, 6° 15' 25" OL | 28293  | Meer afbeeldingen |
| Kop-rompboerderij met aangebouwde bijschuur | Boerderij                | ca. 1600 (hoofdschuur) 1914 (voorhuis, bijschuur) |           | Westerweg 35     | 53° 10' 3" NB, 6° 14' 50" OL  | 513642 | Meer afbeeldingen |
| Stookhut                                    | Boerderij                | 1914                                              |           | bij Westerweg 35 | 53° 10' 3" NB, 6° 14' 50" OL  | 513643 | Upload foto       |

## Nuis
De plaats Nuis telt 9 inschrijvingen in het rijksmonumentenregister.
| Object                                                                        | Oorspronkelijke functie? | Bouwjaar                                | Architect | Locatie        | Coördinaten?                 | Nr.?   | Afbeelding        |
| ----------------------------------------------------------------------------- | ------------------------ | --------------------------------------- | --------- | -------------- | ---------------------------- | ------ | ----------------- |
| Hervormde kerk                                                                | Kerk en kerkonderdeel    | 1200-1250 1902 (verb.)                  |           | Nieuweweg 29   | 53° 9' 5" NB, 6° 18' 10" OL  | 28294  | Meer afbeeldingen |
| Dwarshuisboerderij, stookhut                                                  | Boerderij                | ca. 1890                                |           | bij Oudeweg 17 | 53° 8' 54" NB, 6° 18' 9" OL  | 513645 | Meer afbeeldingen |
| Dwarshuisboerderij met bijschuur                                              | Boerderij                | eind 19e eeuw 1965 (uitbr.)             |           | Oudeweg 17     | 53° 8' 54" NB, 6° 18' 9" OL  | 513646 | Meer afbeeldingen |
| Kop-rompboerderij in ambachtelijk-traditionele stijl met aangebouwde stookhut | Boerderij                | ca. 1880                                |           | Oudeweg 13     | 53° 8' 54" NB, 6° 17' 58" OL | 513649 | Meer afbeeldingen |
| Coendersborg: hoofdgebouw                                                     | Kasteel, buitenplaats    | 16e eeuw 1813 (verb.) 19e eeuw (schuur) |           | Oudeweg 15     | 53° 8' 54" NB, 6° 18' 3" OL  | 528899 | Meer afbeeldingen |
| Coendersborg: historische tuin- en parkaanleg                                 | Tuin, park en plantsoen  | 16e eeuw                                |           | Oudeweg bij 15 | 53° 8' 26" NB, 6° 18' 9" OL  | 528900 | Meer afbeeldingen |
| Coendersborg: tuinmuur                                                        | Tuin, park en plantsoen  | 19e eeuw                                |           | Oudeweg bij 15 | 53° 8' 53" NB, 6° 18' 3" OL  | 528901 | Meer afbeeldingen |
| Coendersborg: toegangshek oprijlaan                                           | Tuin, park en plantsoen  | 1913                                    |           | Oudeweg bij 15 | 53° 8' 53" NB, 6° 18' 3" OL  | 528902 | Meer afbeeldingen |
| Coendersborg: toegangshek borg                                                | Tuin, park en plantsoen  | 1913                                    |           | Oudeweg bij 15 | 53° 8' 53" NB, 6° 18' 3" OL  | 530400 | Meer afbeeldingen |

## Oldehove
De plaats Oldehove telt 12 inschrijvingen in het rijksmonumentenregister. Zie de Lijst van rijksmonumenten in Oldehove voor een overzicht.

## Oldekerk
De plaats Oldekerk telt 3 inschrijvingen in het rijksmonumentenregister.
| Object                   | Oorspronkelijke functie? | Bouwjaar                      | Architect | Locatie               | Coördinaten?                  | Nr.?   | Afbeelding             |
| ------------------------ | ------------------------ | ----------------------------- | --------- | --------------------- | ----------------------------- | ------ | ---------------------- |
| Kerkhof met klokkenstoel | Vanwege onderdelen kerk  | oorspr. 17e eeuw 1939 (herb.) |           | bij Kroonsfelderweg 4 | 53° 13' 28" NB, 6° 20' 2" OL  | 31414  | Meer afbeeldingen      |
| Nooitgedacht             | Boerderij                | 1926 1977 (verb.)             |           | Zandumerweg 35        | 53° 13' 54" NB, 6° 19' 56" OL | 512835 | Nooitgedacht           |
| Nooitgedacht, stookhut   | Boerderij                | 1926                          |           | bij Zandumerweg 35    | 53° 13' 54" NB, 6° 19' 56" OL | 512836 | Nooitgedacht, stookhut |

## Oostum
De plaats Oostum telt 5 inschrijvingen in het rijksmonumentenregister.
| Object                                                              | Oorspronkelijke functie? | Bouwjaar                                                                                         | Architect | Locatie                               | Coördinaten?                  | Nr.?   | Afbeelding                                     |
| ------------------------------------------------------------------- | ------------------------ | ------------------------------------------------------------------------------------------------ | --------- | ------------------------------------- | ----------------------------- | ------ | ---------------------------------------------- |
| Hervormde kerk                                                      | Kerk en kerkonderdeel    | midden 13e eeuw 14e eeuw (verb., toren) waarsch. 16e eeuw (verb., zadeldak) 1859 en 1899 (verb.) |           | Oostumerweg 15                        | 53° 16' 49" NB, 6° 29' 52" OL | 15575  | Meer afbeeldingen                              |
| Pand met zesruitsvensters onder laag schilddak met hoekschoorstenen | Woonhuis                 |                                                                                                  |           | Oostumerweg 17                        | 53° 16' 49" NB, 6° 29' 53" OL | 15576  | Meer afbeeldingen                              |
| Reighes-stede                                                       | Boerderij                | 1805 1827 (uitbr.)                                                                               |           | Oostumerweg 16                        | 53° 16' 53" NB, 6° 29' 54" OL | 15577  | Meer afbeeldingen                              |
| Wierde (De Dageraad)                                                | Archeologisch monument   |                                                                                                  |           | Oostumerweg bij Wierumerschouwsterweg | 53° 16' 6" NB, 6° 29' 45" OL  | 45048  | Upload foto                                    |
| Terrein met een gedeeltelijk afgegraven wierde                      | Archeologisch monument   | Vroege IJzertijd (600 v.Chr.)                                                                    |           | bij Oostumerweg 15                    | 53° 16' 49" NB, 6° 29' 53" OL | 522145 | Terrein met een gedeeltelijk afgegraven wierde |

## Oostwold
De plaats Oostwold telt 1 inschrijving in het rijksmonumentenregister.
| Object                     | Oorspronkelijke functie? | Bouwjaar             | Architect | Locatie         | Coördinaten?                 | Nr.?  | Afbeelding        |
| -------------------------- | ------------------------ | -------------------- | --------- | --------------- | ---------------------------- | ----- | ----------------- |
| Hervormde kerk, preekstoel | Vanwege onderdelen kerk  | 17e eeuw 1908 (kerk) |           | Hoofdstraat 127 | 53° 12' 7" NB, 6° 26' 23" OL | 23983 | Meer afbeeldingen |

## Opende
De plaats Opende telt 5 inschrijvingen in het rijksmonumentenregister.
| Object                                             | Oorspronkelijke functie? | Bouwjaar                                                 | Architect     | Locatie                | Coördinaten?                  | Nr.?   | Afbeelding                                         |
| -------------------------------------------------- | ------------------------ | -------------------------------------------------------- | ------------- | ---------------------- | ----------------------------- | ------ | -------------------------------------------------- |
| Hervormde kerk                                     | Kerk en kerkonderdeel    | oorspr. 1648 1748 (herb.) 1915 (voorgevel) 1930 (uitbr.) |               | Provincialeweg 158     | 53° 10' 26" NB, 6° 13' 16" OL | 18778  | Meer afbeeldingen                                  |
| Houten schaapskooi onder rieten dak                | Boerderij                | 19e eeuw                                                 |               | bij Provincialeweg 106 | 53° 10' 27" NB, 6° 12' 47" OL | 18779  | Meer afbeeldingen                                  |
| Sjallemaheerd                                      | Boerderij                | 1890-1905 ca. 1900 (bijschuur) ca. 1920 (bijschuur)      |               | Provincialeweg 115     | 53° 10' 31" NB, 6° 12' 48" OL | 512841 | Meer afbeeldingen                                  |
| Sjallemaheerd, stookhut                            | Boerderij                | 1895-1905                                                |               | bij Provincialeweg 115 | 53° 10' 31" NB, 6° 12' 48" OL | 512842 | Meer afbeeldingen                                  |
| Arbeiderswoning in ambachtelijk-traditionele stijl | Woonhuis                 | 1936 1971 (berging)                                      | J. van Kammen | Drachtsterweg 76       | 53° 9' 43" NB, 6° 11' 47" OL  | 512845 | Arbeiderswoning in ambachtelijk-traditionele stijl |

## Saaksum
De plaats Saaksum telt 2 inschrijvingen in het rijksmonumentenregister.
| Object                  | Oorspronkelijke functie? | Bouwjaar                            | Architect       | Locatie             | Coördinaten?                  | Nr.?   | Afbeelding              |
| ----------------------- | ------------------------ | ----------------------------------- | --------------- | ------------------- | ----------------------------- | ------ | ----------------------- |
| Hervormde kerk en toren | Kerk en kerkonderdeel    | midden 16e eeuw (toren) 1850 (kerk) | D.H. Bos (1850) | Heralmastraat 4     | 53° 18' 50" NB, 6° 25' 12" OL | 31413  | Meer afbeeldingen       |
| Kop-hals-romp-boerderij | Boerderij                | 1860                                |                 | Eiso Jargesstraat 1 | 53° 18' 45" NB, 6° 25' 8" OL  | 516306 | Kop-hals-romp-boerderij |

## Sebaldeburen
De plaats Sebaldeburen telt 3 inschrijvingen in het rijksmonumentenregister.
| Object                                        | Oorspronkelijke functie?  | Bouwjaar                                                | Architect       | Locatie              | Coördinaten?                  | Nr.?   | Afbeelding                                    |
| --------------------------------------------- | ------------------------- | ------------------------------------------------------- | --------------- | -------------------- | ----------------------------- | ------ | --------------------------------------------- |
| Hervormde kerk                                | Kerk en kerkonderdeel     | 1807                                                    |                 | Provincialeweg 44    | 53° 13' 13" NB, 6° 18' 32" OL | 18780  | Meer afbeeldingen                             |
| De Eendracht                                  | Industrie- en poldermolen | 1887 gerest. in o.m. 1956, 1965-'66, 1983, 1987 en 2006 |                 | bij Provincialeweg 7 | 53° 13' 35" NB, 6° 17' 38" OL | 18781  | Meer afbeeldingen                             |
| Hervormde pastorie met aangebouwde bergplaats | Dienstwoning              | 1934 1970 (verb.) 1981 (uitbr.)                         | K. Siekman Azn. | Kerkweg 2            | 53° 13' 12" NB, 6° 18' 32" OL | 512843 | Hervormde pastorie met aangebouwde bergplaats |

## Tolbert
De plaats Tolbert telt 2 inschrijvingen in het rijksmonumentenregister.
| Object                                        | Oorspronkelijke functie? | Bouwjaar                                                        | Architect | Locatie        | Coördinaten?                  | Nr.?  | Afbeelding        |
| --------------------------------------------- | ------------------------ | --------------------------------------------------------------- | --------- | -------------- | ----------------------------- | ----- | ----------------- |
| Stelpboerderij met omlijste ingang (Cazemier) | Boerderij                |                                                                 |           | Hoofdstraat 27 | 53° 10' 22" NB, 6° 21' 26" OL | 23984 | Meer afbeeldingen |
| Hervormde kerk en toren                       | Kerk en kerkonderdeel    | 1200-1250 (koor, toren) 14e eeuw (schip) ca. 1600 (verb. toren) |           | Hoofdstraat 48 | 53° 10' 20" NB, 6° 21' 42" OL | 23985 | Meer afbeeldingen |

## Visvliet
De plaats Visvliet telt 3 inschrijvingen in het rijksmonumentenregister.
| Object                       | Oorspronkelijke functie?  | Bouwjaar                      | Architect | Locatie               | Coördinaten?                  | Nr.?  | Afbeelding                   |
| ---------------------------- | ------------------------- | ----------------------------- | --------- | --------------------- | ----------------------------- | ----- | ---------------------------- |
| Boerderij met dwars voorhuis | Boerderij                 | 1806                          |           | Eise Eisingastraat 21 | 53° 15' 55" NB, 6° 14' 47" OL | 18798 | Boerderij met dwars voorhuis |
| Hervormde kerk               | Kerk en kerkonderdeel     | 1427 midden 16e eeuw (uitbr.) |           | Heirweg 16            | 53° 15' 58" NB, 6° 15' 1" OL  | 18799 | Meer afbeeldingen            |
| Hilmahuistermolen            | Industrie- en poldermolen | 1868 1975-'78 (rest.)         |           | Oude Dijk 3           | 53° 15' 25" NB, 6° 14' 16" OL | 18800 | Meer afbeeldingen            |

## De Wilp
De plaats De Wilp telt 1 inschrijving in het rijksmonumentenregister.
| Object                | Oorspronkelijke functie? | Bouwjaar                                                                | Architect                                    | Locatie      | Coördinaten?                | Nr.?   | Afbeelding            |
| --------------------- | ------------------------ | ----------------------------------------------------------------------- | -------------------------------------------- | ------------ | --------------------------- | ------ | --------------------- |
| Hervormde kerk, orgel | Vanwege onderdelen kerk  | waarsch. 18e eeuw 1831 (uitbr.) ca. 1871 (plaatsing op huidige locatie) | verm. J.M. Gerstenhauer H. Knipscheer (1831) | Plantsoen 14 | 53° 7' 2" NB, 6° 15' 11" OL | 460738 | Hervormde kerk, orgel |

## Zevenhuizen
De plaats Zevenhuizen telt 1 inschrijving in het rijksmonumentenregister.
| Object                                         | Oorspronkelijke functie? | Bouwjaar | Architect | Locatie            | Coördinaten?                 | Nr.?   | Afbeelding        |
| ---------------------------------------------- | ------------------------ | -------- | --------- | ------------------ | ---------------------------- | ------ | ----------------- |
| IJzeren ophaalbrug over het Leekster Hoofddiep | Brug                     | 1928     |           | bij Roomsterweg 25 | 53° 8' 16" NB, 6° 21' 39" OL | 513635 | Meer afbeeldingen |

## Zuidhorn
De plaats Zuidhorn telt 26 inschrijvingen in het rijksmonumentenregister. Zie de Lijst van rijksmonumenten in Zuidhorn (plaats) voor een overzicht.
Eemsdelta ·
Groningen ·
Het Hogeland ·
Midden-Groningen ·
Oldambt ·
Pekela ·
Stadskanaal ·
Veendam ·
Westerkwartier ·
Westerwolde